# Trelleborgs FF
Trelleborgs FF is een voetbalclub uit Trelleborg, in het zuidelijkste puntje van Zweden. De club werd opgericht op 6 september 1926. De traditionele kleuren zijn blauw en wit.

## Geschiedenis
In 1985 promoveerde Trelleborgs FF naar de Allsvenskan, maar moest na een seizoen terug naar de tweede klasse (de toenmalige Division 1). In 1991 promoveerde de club opnieuw en behaalde enkele goede resultaten. In 2001 degradeerde het weer naar de Superettan en kon terugkeren voor seizoen 2004 maar werd opnieuw naar tweede divisie verwezen. Seizoen 2005 was niet al te best met een elfde plaats in de tweede divisie, maar 2006 bracht de titel voor de club en zo promoveerde Trelleborgs FF opnieuw. De blauw-witten werden voorlaatste, maar werd gered omdat de competitie zich met twee clubs uitbreidde. In 2011 en 2012 volgde een dubbele degradatie vanuit de Allsvenskan en daarna verder vanuit de Superettan naar de Division 1. 
Eind 2017 volgde echter weer promotie naar de hoogste afdeling, toen de ploeg onder leiding van trainer-coach Patrick Winqvist in de play-offs promotie/degradatie over twee duels afrekende met Jönköpings Södra IF.
Dat de voetbalpiramide een echte achtbaan zou zijn voor TFF bleek wel weer toen het in 2018 na een seizoen weer degradeerde vanuit de Allsvenskan naar de Superettan.

## Eindklasseringen
| 1 |

| 8 |

| ? |

| ? |

| ? |

| ? |

| 1 |

| 7 |

| 2 |

| 1 |

| 10 |

| 4 |

| 6 |

| 5 |

| 9 |

| 2 |

| 2 |

| 6 |

| 6 |

| 2 |

| 2 |

| 1 |

| 7 |

| 2 |

| 3 |

| 3 |

| 2 |

| 4 |

| 2 |

| 8 |

| 4 |

| 1 |

| 12 |

| 6 |

| 1 |

| 3 |

| 6 |

| 7 |

| 1 |

| 12 |

| 7 |

| 2 |

| 9 |

| 2 |

| 4 |

| 1 |

| 4 |

| 4 |

| 10 |

| 10 |

| 12 |

| 10 |

| 11 |

| 8 |

| 6 |

| 14 |

| 9 |

| 2 |

| 14 |

| 11 |

| 1 |

| 13 |

| 10 |

| 9 |

| 5 |

| 15 |

| 15 |

| 3 |

| 11 |

| 1 |

| 7 |

| 3 |

| 16 |

| 11 |

| 13 |

| 7 |

| 4 |

| 8 |

| Allsvenskan | Superettan | Ettan | Division 2 (Niv. 4) |

Namen Niveau 2:  1926-1986 Division 2; 1987-1999 Division 1. 

Namen Niveau 3:  tot 1987 Division 3; 1987-2005 Division 2; 2006-2019 Division 1.

## In Europa
#Q = #kwalificatieronde, #R = #ronde, T/U = Thuis/Uit, W = Wedstrijd, PUC = punten UEFA coëfficiënten .
Uitslagen vanuit gezichtspunt Trelleborgs FF
| Seizoen                                                    | Competitie | Ronde | Land              | Club                | Totaalscore | 1e W    | 2e W    | PUC |
| ---------------------------------------------------------- | ---------- | ----- | ----------------- | ------------------- | ----------- | ------- | ------- | --- |
| 1994/95                                                    | UEFA Cup   | Q     | Vlag van Faeröer  | GÍ Gøta             | 4-2         | 1-0 (U) | 3-2 (T) | 8.0 |
|                                                            |            | 1R    | Vlag van Engeland | Blackburn Rovers FC | 3-2         | 1-0 (U) | 2-2 (T) | 8.0 |
|                                                            |            | 2R    | Vlag van Italië   | Lazio Roma          | 0-1         | 0-0 (T) | 0-1 (U) | 8.0 |
| Totaal aantal behaalde punten voor UEFA coëfficiënten: 8.0 |            |       |                   |                     |             |         |         |     |

Zie ook
- Deelnemers UEFA-toernooien Zweden
- Ranglijst van alle clubs die in de diverse Europa Cups zijn uitgekomen

## Bekende (oud-)spelers
IK Brage · 
Falkenbergs FF ·
Helsingborgs IF ·
Kalmar FF · 
Landskrona BoIS ·
IK Oddevold ·
Sandvikens IF ·
GIF Sundsvall ·
Trelleborgs FF ·
Umeå FC ·
Utsiktens BK ·
Varbergs BoIS ·
Västerås SK ·
Örebro SK ·  
Örgryte IS ·
Östersunds FK